# Francesco Luigi Fanzago
Francesco Luigi Fanzago (Padova, 12 luglio 1764 – Padova, 25 maggio 1836) è stato un medico italiano.

## Biografia

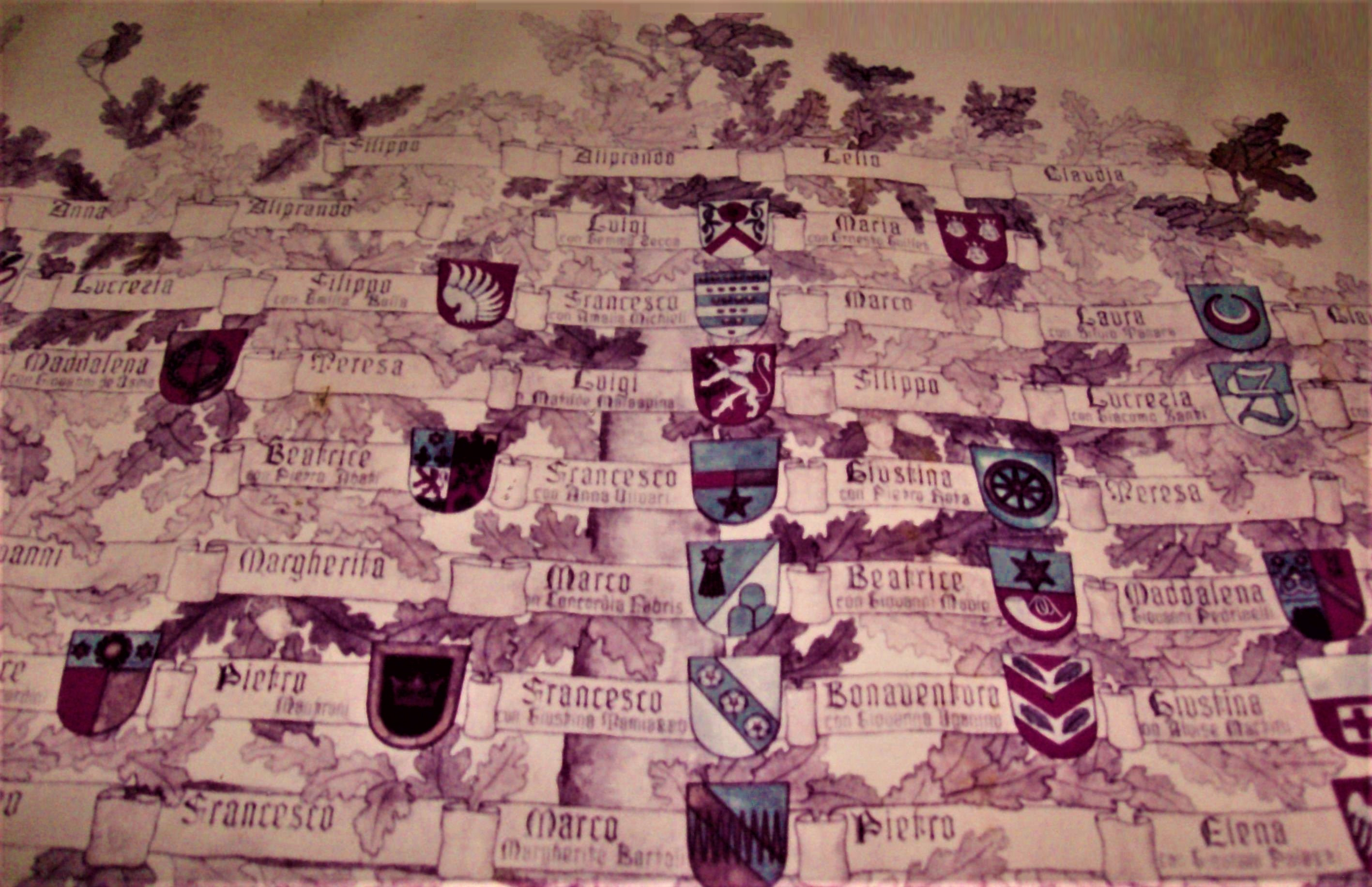
Genealogia del casato degli Aliprandi Fanzago dove figura Francesco Luigi con la moglie Anna Olivari

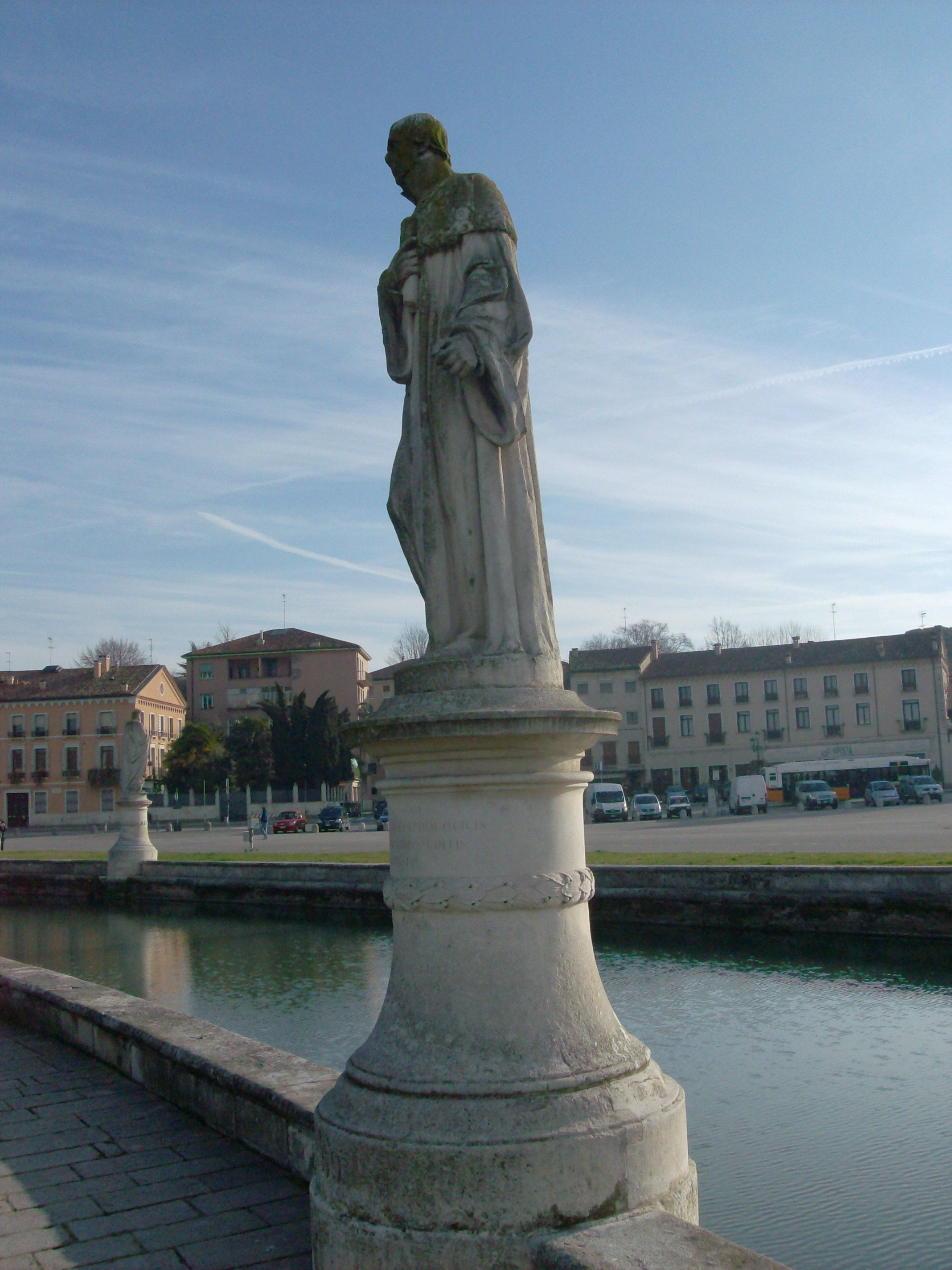
Statua di Francesco Luigi Fanzago in piazza Prato della Valle Padova

Fu medico, patologo e medico legale.
Era membro dell'antica e nobile famiglia Fanzago, figlio di Marc'Antonio e di Concordia Fabris.Terminati gli studi primari si laureò in filosofia a Padova nel 1785. Decise quindi di dedicarsi alla medicina, studiando a Pavia, Firenze e ancora a Padova, dove si laureò nel 1790 e dove iniziò la sua attività professionale lavorando nell'antico Ospedale S. Francesco Grande.
Il 3 luglio 1794 divenne socio dell'Accademia delle scienze di Torino.
Dopo essere stato nominato protomedico all'Ufficio di sanità nel 1801, venne chiamato a succedere ad Andrea Comparetti nell'insegnamento di ad practicam ordinariam medicinae dell'Università di Padova, che tenne fino alla riforma napoleonica del 1806, quando gli fu affidata la cattedra di patologia e medicina legale che, dopo la riforma del 1817 venne ancora mutata in quella di medicina forense e polizia medica.
Il 28 aprile 1802 sposò la nobile Anna Olivari, dalla quale ebbe numerosi figli.
Nel 1818 fu confermato nobile da S.M. Francesco I d'Asburgo perché la sua famiglia apparteneva al cessato nobile Consiglio della città di Padova.
Nel 1820 fu supplente di Valeriano Luigi Brera alla cattedra di clinica medica.
Fu uno degli scienziati italiani più noti della sua epoca e fu membro delle più importanti accademie mediche e scientifiche.
Suo interesse scientifico prevalente fu la patologia, scienza in cui effettuò importanti studi sulla pellagra e su molti altri argomenti.
In medicina legale si occupò e diede contributi rilevanti nell'ambito della tossicologia, dell'"infanticidio", dell'"identificazione personale", oltre a fondare una scuola per la formazione di medici responsabili della salute pubblica.
Fu collaboratore del "Giornale per servire alla storia ragionata della medicina di questo secolo" fondato da Stefano Gallini, dove recensiva la letteratura scientifica tedesca.
A Padova fu Magnifico Rettore dell'Università nell'anno accademico 1823 - 1824, preside della facoltà di medicina dal 1828 al 1835 e direttore dell'ospedale.
Ricoprì anche importanti cariche politiche in materia sanitaria nel Regno Lombardo-Veneto, sostenendo la necessità della vaccinazione contro il vaiolo e dando origine alle prime misure profilatiche per la lotta alla pellagra.
La sua figura è ricordata da una delle statue presenti in Prato della Valle, eretta nel 1838 per volontà di amici, colleghi e discepoli.
Classiche le sue "Istitutiones pathologicae" che ebbero ampia diffusione e furono adottate come libro di testo in molte università italiane.
Nell'atrio del convento della Basilica di Sant'Antonio di Padova è presente un epitaffio in memoria di Francesco Luigi Fanzago.

## Opere principali
- Paralleli tra la pellagra ed alcune malattie che più le rassomigliano (1792).
- Il bagno de' bambini (1801).
- Memoria storica e ragionata sopra l'innesto del vajuolo vaccino (1801).
- Storia del mostro di due corpi che nacque sul Bresciano in novembre 1802 (1803).
- Istruzioni pratiche generali sulle febbri dominanti (1806).
- Discorso inaugurale del P. P. di patologia trattati teorico-pratici e medicina legale recitato nella grand'aula dell'Università di Padova il giorno 5 marzo 1807 (1808).
- Saggio sulle differenze essenziali delle malattie universali (1809).
- Sulle virtù della digitale (1810).
- Istitutiones pathologicae (Padova 1813; Napoli 1822).
- Sulla pellagra (1815).
- Memorie sopra alcuni pezzi morbosi conservati nel Gabinetto patologico dell'I.R. Universita di Padova (1820).